# ケァルソイ島
ケァルソイ島（Kalsoy）は、フェロー諸島の北東に位置する島。エストゥロイ島とクノイ島の間に位置する。面積・人口はフェロー諸島で第9位。

## 概略
西岸は切り立った崖が連なるが、東側の渓谷にはHúsar, Mikladalur, Syðradalur, Trøllanesといった集落が位置する。これら集落はトンネルの多い道を通じてつながっており、細長い島の形状と地表・トンネルの連続が多い道路の様子から、「フルート」の愛称が付けられている。島の北端Kallurに灯台が設置されている。

## 山地
島には以下の山がそびえ立っている。
| 名前        | 高さ  |
| ----------- | ----- |
| Nestindar   | 787 m |
| Botnstindur | 743 m |